# Conte Candoli
Conte Secondo Candoli (Mishawaka, Indiana, 28 de junio de 1923-14 de diciembre de 2001) fue un trompetista, compositor y arreglista de jazz de origen estadounidense.
Tras haber estudiado contrabajo, se pasó a la trompeta, con la que inició su carrera profesional, en 1940, en la banda de Sonny Durham. Después estuvo en diversas big bands, entre ellas las de Will Bradley, Benny Goodman, Tommy Dorsey, Louie Bellson o Woody Herman. Trasladado a California, tocó con Les Brown, Stan Kenton y la cantante Peggy Lee. A partir de 1954, lidera su propia banda, en una línea muy west coast, concentrándose en trabajos de estudio, sobre todo a partir de 1959, y participa en los Lghthouse All Stars de Howard Rumsey, con Shorty Rogers.
En los años 1970, tocará en programas de TV y desarrollará una carrera como actor de teatro y compositor de bandas sonoras. En 1997 fue incluido en la Jazz Hall of Fame.